# کیتی (ایتالیا)
شهر  کیتی (به ایتالیایی: Chieti) با جمعیت ۵۴٬۹۰۱ نفر  در ناحیه آبروتزو در کشور ایتالیا واقع شده‌است.